# Knoop (snelheid)
De knoop, afgekort kt of ook kn, is een eenheid van snelheid (vaart) die veel gebruikt wordt in de scheepvaart en in de gemotoriseerde luchtvaart. Een knoop is een zeemijl per uur. Een zeemijl is gedefinieerd als precies 1852 meter.
Een knoop is dus een snelheid van 1,852 km/h ofwel 0,5144... m/s.
Omdat een knoop al een snelheid (afgelegde afstand per tijdseenheid) is, is het onjuist om wanneer snelheid bedoeld wordt te spreken van knopen per uur.
De lengte van een zeemijl is afgeleid uit de omtrek van de aardbol (gesteld op 40.000 km). Een zeemijl is dan gelijk aan het, op meters afgeronde, {\displaystyle {\tfrac {1}{60}}}e  deel van een booggraad op die omtrek. Dus:
1 zeemijl {\displaystyle =1\,\mathrm {NM} =(40.000\,\mathrm {km} /(360\times 60))\times 1000\approx 1\,851{,}851\,851\,85\ldots \,\mathrm {m} } ⇒
afgerond en per definitie: {\displaystyle 1852\,\mathrm {m} }
In de luchtvaart en zeevaart is Engels de voertaal en wordt gesproken van knots.

## Herkomst
Vroeger werd op zeilschepen de snelheid gemeten door een houtblok of plankje, het log, aan een lijn overboord te gooien. De log bleef tamelijk onbeweeglijk in het water liggen, terwijl de boot doorvoer en de lijn afrolde. Door te meten hoeveel van de lijn in een bepaalde tijd afgerold werd, kon de snelheid van het schip bepaald worden. Aanvankelijk werd de lijn apart opgemeten, later werden er op regelmatige afstanden knopen in gelegd, zodat de afgerolde lengte eenvoudiger bepaald kon worden. Uiteindelijk werd de afstand tussen de knopen genormaliseerd op 47 voet en 3 inches (14,4018 meter), wat met een standaardglas (zandloper) van 28 seconden rechtstreeks de snelheid in knopen gaf (14,401828 × 3,6 = 1,85166 km/h). De telgegevens werden genoteerd in het logboek. De stuurman kon dan met deze gegevens navigeren. (gegist bestek)
De snelheid werd dus eigenlijk gemeten in knopen per glas (van 28 seconden), afgerond 1,852 km/h. Toch wordt deze eenheid van snelheid niet knopen per glas, maar knoop genoemd.

## Windsnelheid
In de meteorologie worden windsnelheden van tropische cyclonen uitgedrukt in knopen. Dit geldt zowel voor de doorstaande winden als de windstoten. Ook de koerssnelheid van een tropische cycloon wordt in knopen uitgedrukt. De windsnelheden van de doorstaande wind en van de windstoten worden dan op vijf knopen afgerond. Bij het uitdrukken van zo'n snelheid in km/h wordt vaak nog verder afgerond tot op hele kilometers per uur.